# نورمان فيلد
نورمان فيلد (بالإنجليزية: Norman Field)‏ هو لاعب دوري الرغبي بريطاني، ولد في 1936 في هدرسفيلد في المملكة المتحدة، وتوفي في 13 يناير 2008 في توركاي في المملكة المتحدة.